# Alberto Morillas

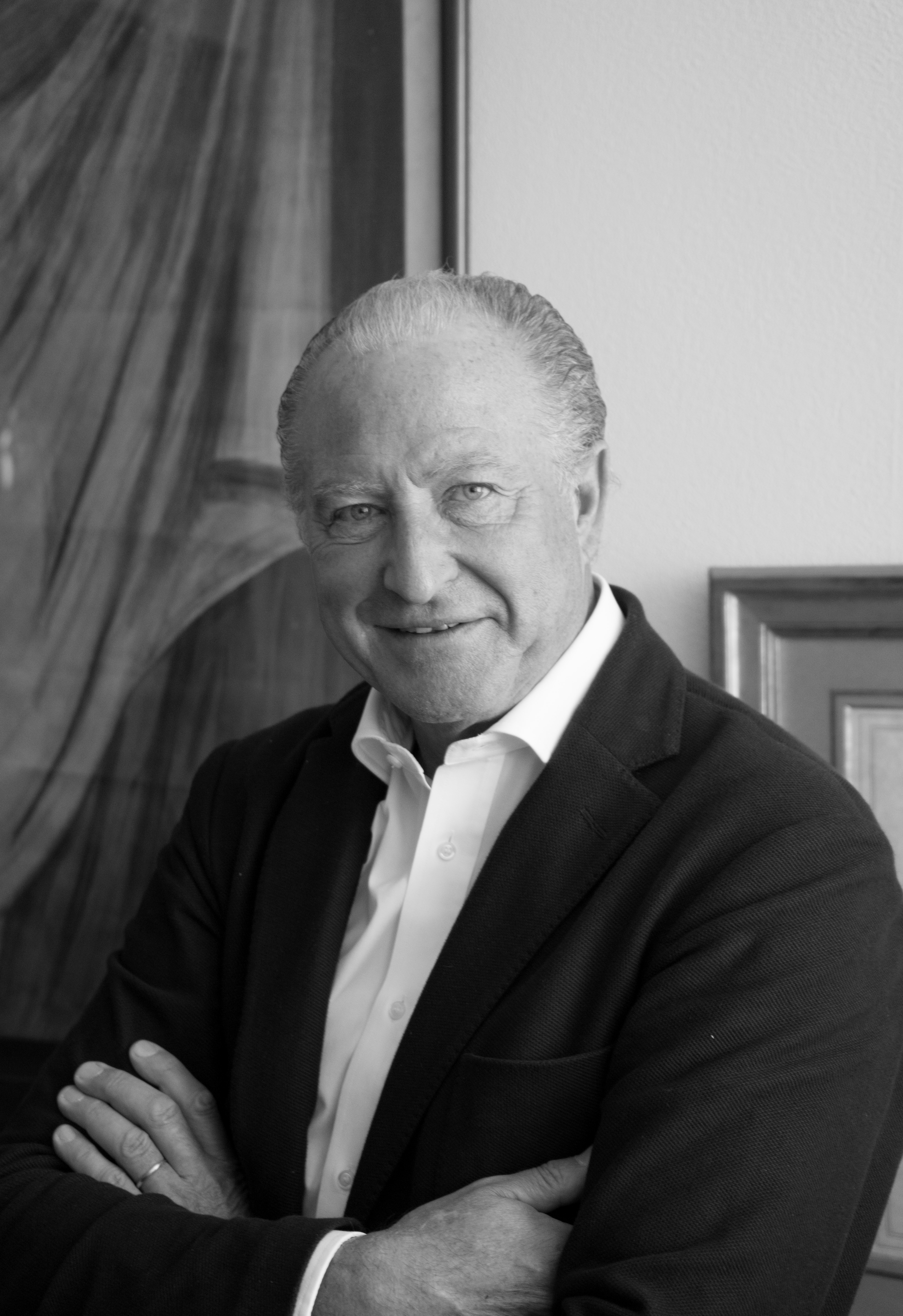
Alberto Morillas

Alberto Morillas (* 1950 in Sevilla) ist ein spanischer Parfümeur.

## Leben
Als Sohn spanischer Exilanten kam er im Alter von 11 Jahren in die Schweiz. Nach seinem Schulabschluss begann er in Genf ein Kunststudium an der École des Beaux-Arts, das er aber nicht beendete. Nach eigener Aussage war er von einem Interview mit Jean-Paul Guerlain in der Zeitschrift Vogue so fasziniert, dass er beschloss, Parfümeur zu werden. Er bewarb sich beim Duftstoff-Hersteller Firmenich und wurde 1970 eingestellt, obwohl er keine Vorkenntnisse in Chemie vorweisen konnte. Durch die Kreation zahlreicher erfolgreicher Düfte für verschiedene Designermarken machte er sich in der Branche einen Namen und stieg im Unternehmen 1998 zum Chefparfümeur (Maître Parfumeur) auf. Unter dem Namen Mizensir betreibt Morillas auch eine Eigenmarke, unter der seit 1999 Duftkerzen und seit 2014 auch Parfüms vertrieben werden.
2003 wurde er mit dem Prix François Coty ausgezeichnet. 2013 erhielt er für sein Lebenswerk den Fragrance Foundation Lifetime Achievement Award.
Morillas ist verheiratet und hat drei Kinder. Er lebt in Vandœuvres.

## Kreationen (Auswahl)
- 1993: Cartier, Must de Cartier II
- 1994: Calvin Klein, CK One (mit Harry Fremont)
- 1994: Tommy Hilfiger, Tommy (mit  Annie Buzantian)
- 1995: Estée Lauder, Pleasures (mit Annie Buzantian)
- 1995: Giorgio Armani, Acqua di Gio
- 1997: Carolina Herrera, 212
- 1998: Givenchy, Pi
- 2000: Kenzo, Flower
- 2001: Thierry Mugler, Cologne
- 2002: Yves Saint Laurent, M7
- 2003: Bulgari, Omnia
- 2007: Acqua di Parma, Colonia Intense (mit François Demachy)
- 2007: Dolce & Gabbana, Light Blue pour Homme
- 2007: Marc Jacobs, Daisy
- 2009: Narciso Rodriguez, Essence
- 2010: Bulgari, Man
- 2010: Yves Saint Laurent, Belle d‘Opium (mit Honorine Blanc)
- 2015: Bulgari, Goldea
- 2015 Giorgio Armani, Acqua di Gio Profumo
- 2016: Salvatore Ferragamo, Uomo (mit Aurélien Guichard)
- 2017: Gucci, Bloom
- 2019: Fragrance One, Office for Men (für den YouTuber „Jeremy Fragrance“/Daniel Schütz)
- 2019: Fragrance One, Date for Men (für den YouTuber „Jeremy Fragrance“/Daniel Schütz)
- 2020: Fragrance One, Black Tie for Men (für den YouTuber „Jeremy Fragrance“/Daniel Schütz)